# Salvia miltiorhiza
Salvia miltiorhiza là một loài thực vật có hoa trong họ Hoa môi. Loài này được Bunge miêu tả khoa học đầu tiên năm 1835.
Có khả năng trị ung thư (Trương Ngọc Ngũ dùng Đơn sâm nhỏ giọt tĩnh mạch trị 7 ca lymphosarcome Kết quả: hoàn toàn hết 1 ca, hết 1/3 ca, ổn định 1 ca, tiến bộ 1 ca - Học báo trường Đại học Y khoa Tây An 1986 7(4): 403).